# Јужна торбарска кртица
Јужна торбарска кртица (Notoryctes typhlops) је врста сисара из породице торбарске кртице (Notoryctidae) и истоименог реда (Notoryctemorphia). 

## Распрострањење
Аустралија је једино познато природно станиште врсте.

## Станиште
Јужна торбарска кртица има станиште на копну.

## Угроженост
Подаци о распрострањености ове врсте су недовољни.

### Популациони тренд
Популациони тренд је за ову врсту непознат.